# Omorgus fuliginosus
Omorgus fuliginosus är en skalbaggsart som beskrevs av Robinson 1941. Omorgus fuliginosus ingår i släktet Omorgus och familjen knotbaggar. Inga underarter finns listade i Catalogue of Life.

## Bildgalleri

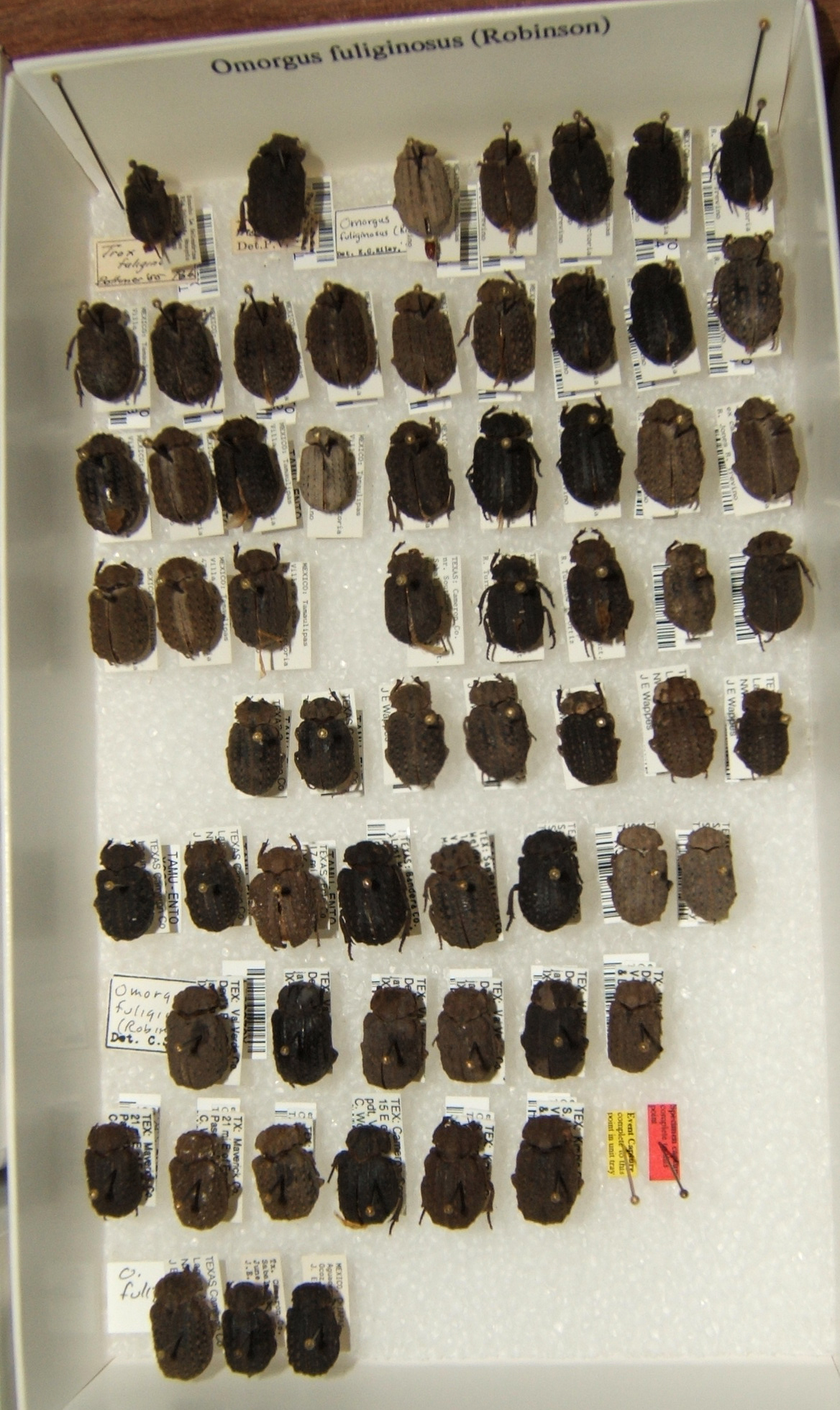